# Wymysłów (gmina Działoszyce)
Wymysłów – wieś w Polsce położona w województwie świętokrzyskim, w powiecie pińczowskim, w gminie Działoszyce.
| SIMC    | Nazwa        | Rodzaj    |
| ------- | ------------ | --------- |
| 0237937 | Dolnia Grupa | część wsi |
| 0237943 | Górnia Grupa | część wsi |

W latach 1975–1998 miejscowość należała administracyjnie do województwa kieleckiego.